# 人妻ブティック 不倫生下着
『人妻ブティック 不倫生下着』（ひとづまブティック ふりんなましたぎ）は、2002年6月28日に公開された日本映画。『パート妻　不倫性生活』、『人妻・未亡人　不倫汗まみれ』などのタイトルでも知られる。

## 概要
佐藤吏の映画監督デビュー作。ブティックに勤める妻と心臓の弱い怪獣ショーの着ぐるみ俳優の夫との恋愛、不倫を描く。新婚という時期を過ぎた微妙にゆらぐ夫婦関係を軸に、奔放に情事を楽しむ女たちの心の動きを軽やかタッチで描く。オリジナルビデオで人気だった沢木まゆみが主演する。
ピンク映画を専門的に扱う映画評ブログ『ピンクサイドを歩け』によれば、佐藤の監督デビューを祝うべく、多数の俳優がクレジットされない形でカメオ出演しており、里見瑤子が君枝と梢の元同僚ハルコ、風間今日子と田村七海がブティックの客、山咲小春がコンビニ店員、奈賀毬子が公園で子供を抱いている主婦、水原香菜苗が公園でベビーカーを押している主婦、三浦景虎、神戸顕一、広瀬寛巳はヒーローショーのキャスト＆スタッフとして出演しているという。

## あらすじ
ヒーローショーの怪獣役を務めていた松下健治と結婚した君枝。2人は暖かな新婚生活をすぎしていたが、ある日、健治は心臓を患い仕事のできない状況に陥る。夫婦生活もままならないことから、君枝はひそかに不貞に走るなどすれ違いが起きてしまう。
かつてはヒーローショーを経て、特撮ヒーロー番組の主人公スーツアクターとなり、空を飛んで活躍することを夢見ていた健治。しかしヒーローショーへの復帰も途中で息切れしてしまうなど、空を飛ぶという夢は遠ざかるばかりだった。どうにもままならない日々が続く中、君枝の妊娠が発覚する。

## キャスト
松下君枝
演 - 沢木まゆみ
健治の妻。健治の代わりにブティックに勤めて家計を賄っている。
松下健治
演 - 松田信行
ヒーローショーの役者だが、心臓を患って以来、家を出るのも億劫となっている。ある日、ベランダから: 隣室の奥さんが不倫しているのを目撃する。
木田梢
演 - ゆき
ブティック「Gallery Muu」経営者。離婚したばかりで、年下のター君と情事を楽しむ。
佃光
演 - 岡田智宏
服飾メーカーのセールスマン。君枝と不倫し、のちに後悔の念を抱く。
ター君
演 - しらとまさひさ
梢の恋人。
向島夫
演 - なかみつせいじ
松下家の隣人。
向島妻
演 - 佐々木基子
松下家の隣人。
夫ではない男
演 - 石川雄也
向島家にバイクでやってくる男。
小川
演 - 木村圭作
健治のかつての仲間。ヒーローショーチームを率いる役者。
おばチャン
演 - しのざきさとみ
近隣の主婦。ゴミ出しルールにうるさい。

## スタッフ
- 監督・脚本：佐藤吏
- 企画：福俵満
- 撮影：飯岡聖英
- 音楽：大場一魅
- 録音：シネキャビン
- 編集：酒井正次
- 助監督：小川隆史
- スチール：津田一郎、元永斉
- 現像：東映化学
- 協力：日本映機株式会社、（有）ライトブレーン、（株）キノックス、セメントマッチ、シネキャビン、キネマ工房、ゴジラや、小林悟、渡邊元嗣、小川満、広瀬寛巳、加藤義一、松岡誠、横井有紀、平川真司、後藤大輔
- 製作・配給：新東宝映画